# 파벨 요제프 샤파리크
파벨 요제프 샤파리크(슬로바키아어: Pavel Jozef Šafárik, 1795년 5월 13일 ~ 1861년 6월 26일)는 슬로바키아의 시인, 작가, 역사가, 언어학자이다.

## 생애
헝가리 왕국 키슈페케테퍼터크(Kisfeketepatak, 현재의 슬로바키아 코벨리아로보(Kobeliarovo)) 마을에서 전직 교사 겸 개신교 성직자 출신인 아버지와 하급 귀족 출신인 어머니 사이에서 태어났다. 1815년 독일 예나 대학교에 입학하면서 역사학, 언어학, 철학, 자연과학을 전공했고 요한 고트프리트 헤르더, 요한 고틀리프 피히테를 연구했다.
1817년 고향으로 귀환한 이후에 라이프치히, 프라하를 방문했다. 프라하에서 활동하던 문학 단체에 참여하면서 여러 문학계 인사들과의 관계를 맺었고 1817년부터 1819년까지 프레스부르크(Pressburg, 현재의 슬로바키아 브라티슬라바)에서 가정 교사로 근무했다. 1819년부터 1833년까지 세르비아 노비사드에 위치한 세르비아 정교회 부속 학교에서 교사 겸 교장으로 근무하면서 세르비아 문학을 연구했다.
1833년에 세르비아 정교회 부속 학교 교장 자리에서 퇴임하면서 보헤미아(현재의 체코) 프라하로 이주했고 슬라브족의 역사, 문헌, 언어, 문화, 민족에 관한 연구를 진행했다. 1848년 혁명 시기에는 슬라브족의 역사에 관한 문헌을 수집했다. 1848년 6월에는 프라하에서 열린 슬라브족 회의에 참석했다.
1848년에는 프라하 대학교 문헌학 강사를 맡았지만 1849년에 사직했다. 만년에는 정신 건강에 이상이 생겨서 블타바 강에서 뛰어내리는 등 수많은 자살 시도가 있었고 1861년 보헤미아 프라하에서 사망했다.